# Emergence (2023)
Emergence (2023) – gala wrestlingu organizowana przez amerykańską federację Impact Wrestling, która była transmitowana za pomocą platform Impact Plus i YouTube (dla subskrybentów IMPACT Ultimate Insiders). Odbyła się 27 sierpnia 2023 w Rebel Entertainment Complex w Toronto w prowincji Ontario w Kanadzie. Była to czwarta gala z cyklu Emergence, a zarazem piąta gala Impact Plus Monthly Specials w 2023 roku.
Na gali odbyło się jedenaście walk, w tym dwie w pre-show i jedna nagrana jako digital exclusive. W walce wieczoru, Trinity pokonała Deonnę Purrazzo broniąc Impact Knockouts World Championship. W innych ważnych walkach, Eddie Edwards pokonał Frankiego Kazariana w "Back to School" matchu, The Rascalz (Trey Miguel i Zachary Wentz) pokonali Subculture (Marka Andrewsa i Flasha Morgan Webstera) zdobywając Impact World Tag Team Championship oraz w pierwszej walce w karcie, Eric Young pokonał Deanera w No Disqualification matchu. Gala ta oznaczała także powrót Sanady i powrót Steve’a Maclina po kontuzji do ataku na Josha Alexandra. Podczas gali ogłoszono również, że Jordynne Grace powróci na Victory Road.

## Tło
Emergence jest cykliczną galą wrestlingu organizowaną przez federację Impact Wrestling w ramach comiesięcznych gal Impact Plus Monthly Specials. 16 kwietnia 2023 podczas gali Rebellion, organizacja zapowiedziała, że czwarta edycja gali będzie miała miejsce w Rebel Entertainment Complex w Toronto w prowincji Ontario w Kanadzie 27 sierpnia 2023.

## Rwalizacje
Emergence oferowało walki wrestlingu z udziałem różnych zawodników na podstawie przygotowanych wcześniej scenariuszy i rywalizacji, które są realizowane podczas cotygodniowych odcinków programu Impact!. Wrestlerzy odgrywają role pozytywnych (face) lub negatywnych bohaterów (heel), którzy rywalizują pomiędzy sobą w seriach walk mających budować napięcie.

### Walka Sanady
Na Slammiversary Impact ogłosił, że Sanada, mistrz świata wagi ciężkiej IWGP z New Japan Pro-Wrestling (NJPW), który wcześniej walczył w Impact - wtedy znane jako Total Nonstop Action Wrestling (TNA) - i był byłym mistrzem Impact X Division, zostanie konkurować w Emergence. 17 sierpnia, Impact ogłosił, że przeciwnikiem Sanady będzie Jake Something.

### Pojedynek o Impact Knockouts World Championship
Na Slammiversary, Trinity pokonała Deonnę Purrazzo i zdobyła mistrzostwo świata Impact Knockouts, zmuszając Purrazzo do poddania się po raz pierwszy w Impact. Dwa tygodnie później na odcinku Impact!, po tym, jak Trinity rywalizowała w pojedynku tag teamowym, Purrazzo skonfrontowała się z nową mistrzynią, wyzywając Trinity na rewanż na Emergence.

### Eight-man tag team match
Po kontuzji tricepsa w kwietniu, która zmusiła go do zwakowania mistrzostwa świata Impact, Josh Alexander powrócił do Impact na Slammiversary trzy miesiące później, konfrontując się z nowym mistrzem świata Alexem Shelleyem. Na następnym odcinku Impact!, Alexander przerwał promo na ringu, ujawniając, że może ponownie rywalizować, zanim zawołał Shelleya. Shelley wyszedł, ale do tej dwójki dołączł Lio Rush, mistrz Impact X Division, drażniący się, że wkrótce skorzysta z opcji C, aby zdobyć tytuł mistrza świata. Były partner Shelleya w tag teamie, Kushida, wkrótce dołączył do tej trójki, przypominając Rushowi, że on sam ma szansę na tytuł X Division po wygraniu Ultimate X matchu na Slammiversary. Ostatecznie Alexander, Shelley i Kushida zostali zaatakowani przez Bully’ego Raya, Briana Myersa i Moose’a, którzy zaoferowali Rushowi szansę dołączenia do nich, ale zamiast tego odszedł. W następnym tygodniu, Time Splitters (Shelley i Kushida) pokonali Moose’a i Myersa w pojedynku tag teamowym, po czym zostali ponownie zaatakowani przez nich, a także Raya i Rusha. Alexander przyszedł pomóc Time Splitters, podobnie jak Chris Sabin, któremu Rush odebrał tytuł X Division na Slammiversary po ataku przed walką. Po kłótni Impact ogłosił, że Alexander i Time Machine (Shelley, Sabin i Kushida) połączą siły przeciwko Rayowi, Myersowi, Moose’owi i wezmą udział w ośmioosobowym tag team matchu na Emergence.

### Pojedynek o Impact World Tag Team Championship
2 sierpnia, Impact ogłosił turniej dla czterech drużyn, aby określić, kto zmierzy się z mistrzami świata Impact Tag Team Subculture (Markiem Andrewsem i Flashem Morganem Websterem) na Emergence. Turniej rozpoczął się 3 sierpnia na odcinku Impact!, kiedy The Rascalz (Trey Miguel i Zachary Wentz) pokonali Mike’a Baileya i Jonathana Greshama i awansowali do finału. W następnym tygodniu, Rich Swann i Sami Callihan pokonali byłych mistrzów tag team ABC (Ace’a Austina i Chrisa Beya), aby również awansować. Finały odbyły się 17 sierpnia na odcinku Impact!, gdzie The Rascalz pokonali Swanna i Callihana, wygrywając turniej.

### Pojedynek o Impact Digital Media Championship
Przez kilka miesięcy, Johnny Swinger był wyzywany przez prezesa Impact, Scotta D’Amore’a, do wygrania pięćdziesięciu kolejnych walk, aby zdobyć walkę o Impact World Championship. Po wielu nieudanych próbach i planach, Swinger w końcu wykorzystał swoją szansę po pokonaniu Zicky’ego Dice’a w Loser Leaves Impact matchu 27 lipca w odcinku Impact!. Kilka tygodni później, na odcinku z 10 sierpnia, Swinger udzielał wywiadu za kulisami, aby omówić, kiedy wykorzysta swoją szansę, zanim przerwał mu Sheldon Jean i mistrz Impact Digital Media Kenny King, który przechwalał się, jak daleko sięga zasięg jego tytułu. poza tytułem światowym. W ten sposób 15 sierpnia Impact ogłosił, że Swinger wykorzysta swoją szansę na tytuł, by rzucić wyzwanie Kingowi o mistrzostwo Impact Digital Media na Emergence.

### Frankie Kazarian vs. Eddie Edwards
Eddie Edwards i Frankie Kazarian toczyli od kilku miesięcy spór o to, kto będzie prawowitym liderem szatni. Doszło do walk pomiędzy nimi na Against All Odds i Slammiversary, w które zaangażowały się także ich żony Alisha Edwards i Traci Brooks. 10 sierpnia na odcinku Impact!, po tym jak Alisha wygrała swoją walkę, Kazarian zaatakował Eddiego, który miał go uderzyć kijem do kendo, ale nieumyślnie uderzył Alishę od tyłu. W następnym tygodniu, Eddie przedstawił najnowsze informacje o stanie zdrowia Alishy w wywiadzie za kulisami, zanim spotkał się z Kazarianem. Przeprosił po uderzeniu Alishy i zasugerował, aby on i Eddie rozeszli się, zanim ktokolwiek inny stanie się niepotrzebnie zraniony. Eddie zasugerował jednak inaczej, rzucając Kazarianowi wyzwanie, aby spotkał się z nim tam, gdzie rozpoczęła się ich kariera: w szkole zapaśniczej ich trenera, Killera Kowalskiego. 23 sierpnia Impact ogłosił, że Eddie i Kazarian zmierzą się w „Back to School” matchu na Emergence na cześć Kowalskiego.

### Eric Young vs. Deaner
Na Slammiversary, Eric Young powrócił do Impact Wrestling, współpracując ze Scottem D’Amore, aby pokonać Bully’ego Raya i Deanera. Uważano, że Young został „zabity” przez Deanera w filmowej bójce w więzieniu, podczas której Deaner dźgnął Younga, dając mu kontrolę nad ich stajnią Violent By Design (później przemianowaną na The Design). Jednak 3 sierpnia na odcinku Impact!, Young ujawnił dodatkowy materiał filmowy ze spotkania, pokazując, że przeżył i ogłaszając, że koncepcja Erica Younga to pomysł, który będzie żył wiecznie. Od tego czasu The Design (Deaner i Kon) obrali sobie za cel Younga, atakując go podczas jego walki, gdy Deaner siedział na leżącym na brzuchu ciele Younga. 24 sierpnia, po tym jak Deaner wygrał swoją walkę, wyzwał Younga na No Disqualification match na Emergence, na którą Young się zgodził.

## Wyniki walk
| Nr | Wyniki | Stypulacje                                                             | Czas  |
| --- | --- | ---------------------------------------------------------------------- | ----- |
| 1D | Dirty Dango (z Alphą Bravo) pokonał Kevina Knighta poprzez pinfall | Singles match                                                          | 5:11  |
| 2P | Mike Bailey defeated Alana Angelsa poprzez pinfall | Singles match                                                          | 9:55  |
| 3P | Yuya Uemura i Joe Hendry pokonali The Good Hands (Jasona Hotcha i Johna Skylera) poprzez pinfall | Tag team match                                                         | 6:46  |
| 4 | Eric Young pokonał Deanera (z Konem) poprzez pinfall | No Disqualification match                                              | 13:12 |
| 5 | MK Ultra (Killer Kelly i Masha Slamovich) (c) pokonały The Death Dollz (Courtney Rush i Jessickę), Jody Threat i KiLynn King oraz The SHAWntourage (Gisele Shaw i Savannah Evans) (z Jai Vidalem) poprzez pinfall | Four-way tag team match o Impact Knockouts World Tag Team Championship | 9:07  |
| 6 | Kenny King (c) (z Sheldonem Jeanem) pokonał Johnny’ego Swingera poprzez pinfall | Singles match o Impact Digital Media Championship                      | 7:12  |
| 7 | The Rascalz (Trey Miguel i Zachary Wentz) pokonali Subculture (Marka Andrewsa i Flasha Morgan Webstera) (c) (z Dani Luną) poprzez pinfall                                                                         | Tag team match o Impact World Tag Team Championship                    | 18:03 |
| 8 | Eddie Edwards pokonał Frankiego Kazariana poprzez pinfall | "Back to School" match                                                 | 4:36  |
| 9 | Sanada pokonał Jake’a Somethinga poprzez pinfall | Singles match                                                          | 13:13 |
| 10 | Bully Ray, Brian Myers, Moose i Lio Rush pokonali Josha Alexandera i Time Machine (Alexa Shelleya, Chrisa Sabina i Kushidę) poprzez pinfall                                                                       | Eight-man tag team match                                               | 22:46 |
| 11 | Trinity (c) pokonała Deonnę Purrazzo poprzez submission | Singles match o Impact Knockouts World Championship                    | 15:44 |
| (c) – mistrz/mistrzyni przed walkąD – walka była dark matchem (nietransmitowana w TV)P – walka miała miejsce w pre-show | |                                                                        |       |

### Turniej o miano pretendenta do Impact World Tag Team Championship
|  |                                                         |                                                         |                                                         |                            |       |                                                  |                                                  |                                                  |
|  | Półfinały Impact 28 lipca (wyemitowano 3 i 10 sierpnia) | Półfinały Impact 28 lipca (wyemitowano 3 i 10 sierpnia) | Półfinały Impact 28 lipca (wyemitowano 3 i 10 sierpnia) |                            |       | Finał Impact! 29 lipca (wyemitowano 17 sierpnia) | Finał Impact! 29 lipca (wyemitowano 17 sierpnia) | Finał Impact! 29 lipca (wyemitowano 17 sierpnia) |
|  | Półfinały Impact 28 lipca (wyemitowano 3 i 10 sierpnia) | Półfinały Impact 28 lipca (wyemitowano 3 i 10 sierpnia) | Półfinały Impact 28 lipca (wyemitowano 3 i 10 sierpnia) |                            |       | Finał Impact! 29 lipca (wyemitowano 17 sierpnia) | Finał Impact! 29 lipca (wyemitowano 17 sierpnia) | Finał Impact! 29 lipca (wyemitowano 17 sierpnia) |
|  |                                                         |                                                         |                                                         |                            |       |                                                  |                                                  |                                                  |
|  |                                                         |                                                         |                                                         |                            |       |                                                  |                                                  |                                                  |
|  | The Rascalz (Trey Miguel i Zachary Wentz)               | The Rascalz (Trey Miguel i Zachary Wentz)               | Pin                                                     |                            |       |                                                  |                                                  |                                                  |
|  | The Rascalz (Trey Miguel i Zachary Wentz)               | The Rascalz (Trey Miguel i Zachary Wentz)               | Pin                                                     |                            |       |                                                  |                                                  |                                                  |
|  | Mike Bailey i Jonathan Gresham                          | Mike Bailey i Jonathan Gresham                          | 9:11                                                    |                            |       |                                                  |                                                  |                                                  |
|  | Mike Bailey i Jonathan Gresham                          | Mike Bailey i Jonathan Gresham                          | 9:11                                                    |                            |       | The Rascalz                                      | The Rascalz                                      | Pin                                              |
|  |                                                         |                                                         |                                                         |                            |       | The Rascalz                                      | The Rascalz                                      | Pin                                              |
|  |                                                         |                                                         | Rich Swann i Sami Callihan                              | Rich Swann i Sami Callihan | 14:02 |                                                  |                                                  |                                                  |
|  | Rich Swann i Sami Callihan                              | Rich Swann i Sami Callihan                              | Rich Swann i Sami Callihan                              | Rich Swann i Sami Callihan | 14:02 | Pin                                              |                                                  |                                                  |
|  | Rich Swann i Sami Callihan                              | Rich Swann i Sami Callihan                              |                                                         |                            |       |                                                  |                                                  |                                                  |
|  | ABC (Ace Austin i Chris Bey)                            | ABC (Ace Austin i Chris Bey)                            | 11:12                                                   |                            |       |                                                  |                                                  |                                                  |
|  | ABC (Ace Austin i Chris Bey)                            | ABC (Ace Austin i Chris Bey)                            | 11:12                                                   |                            |       |                                                  |                                                  |                                                  |
|  |                                                         |                                                         |                                                         |                            |       |                                                  |                                                  |                                                  |